# Conus mindanus
Conus mindanus é uma espécie de gastrópode da família Conidae. Pode ser encontrada no Atlântico Ocidental, da Carolina do Norte, nos Estados Unidos, através do mar do Caribe e golfo do México, ao sul até a Bahia, no Brasil.
Politípica, duas subespécies são reconhecidas:
- Conus mindanus mindanus Hwass, 1792
- Conus mindanus bermudensis Clench, 1942

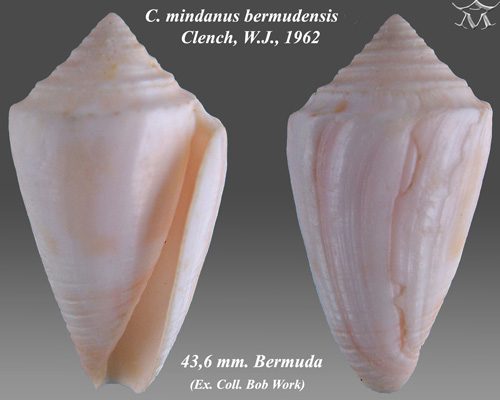
Conus  mindanus bermudensis
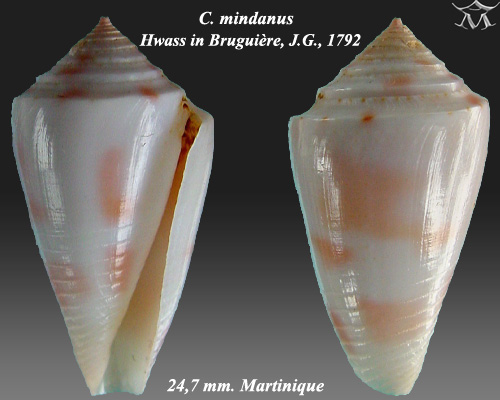
Conus  mindanus ssp.
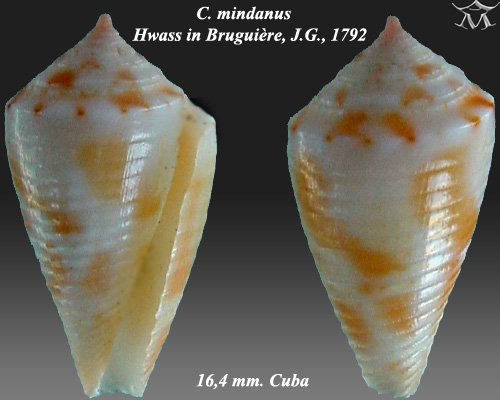
Conus  mindanus ssp.